# 探偵オペラ ミルキィホームズ Alternative ONE & TWO
『探偵オペラ ミルキィホームズ Alternative ONE & TWO』（たんていオペラ ミルキィホームズ オルタナティブ ワン アンド ツー）は、2012年に放送された日本のテレビアニメ。『探偵オペラ ミルキィホームズ』を原作として、J.C.STAFF・アニメーションスタジオ・アートランドにより2作品が制作された。
- 第1作『探偵オペラ ミルキィホームズ Alternative ONE 〜小林オペラと5枚の絵画〜』（たんていオペラ ミルキィホームズ オルタナティブワン こばやしオペラとごまいのかいが）
  - 2012年8月放送。
- 第2作『探偵オペラ ミルキィホームズ Alternative TWO 〜小林オペラと虚空の大鴉〜』（たんていオペラ ミルキィホームズ オルタナティブツー こばやしオペラとこくうのおおがらす）
  - 2012年12月放送。

## 概要
ゲーム『探偵オペラ ミルキィホームズ』を原作としたテレビアニメである。メディアミックス企画「Project MILKY HOLMES」の一環として製作された。
このメディアミックス企画ではアニメ作品を何度か世に送り出しているが、いずれも原作をゲーム版としながらもアニメ版独自の設定やストーリーを展開しており、主人公もゲーム版とアニメ版とでは異なっていた。本作は従来のアニメ作品とは異なり、最大の特徴としてゲーム版主人公・小林オペラが物語の中心に位置する。ミルキィホームズたちと共にゲーム版に準拠した世界観のもと、本格的な推理アニメ作品として制作されている（#内容も参照）。
アニメ制作スタッフも大幅に入れ替えられ、過去3作で監督を務めた森脇真琴に代わり、新たに岩崎良明が監督に就任。脚本は、創元推理短編賞佳作などの受賞歴を持つ推理作家の伊神貴世が担当する。音楽については、ゲーム版はMONACAが担当しているのに対し、過去3作のアニメ版ではAngel Note所属者が担当していたが、本作ではMONACAと井ノ原智（Angel Note）の双方が担当する。担当声優についても、ゲーム版を踏襲して森嶋秀太が主人公役に起用された。

## 内容
ゲーム版はシリアスで恋愛が中心の作品であるのに対し、2012年までに製作された過去の森脇版アニメはギャグやコメディが中心の作品であった。その内容に合わせ、ゲーム版の主人公・小林オペラは森脇版アニメにはほとんど登場せず、代わりの4名が主人公となった。しかし、視聴者から「ゲーム版のように小林先生が主人公のアニメを見たい」との要望が多数寄せられたことを受け、ゲーム版に完全準拠する新たなアニメ製作が決定した。
本作の内容について、『メガミマガジン』では「ゲーム版のイメージを踏襲した本格推理活劇」と報じており、「小林のもとで4人が推理に挑むため、テレビ版では見られなかった彼女たちのまじめな一面が描かれる」と評している。同様に『アニメージュ』では「今回はちゃんと推理します!」との見出しを掲げたうえで、本作の内容について「探偵らしく活躍する!」と報じている。『月刊ニュータイプ』では「シリアスな世界観で、小林とミルキィホームズの推理が光る!」と謳い、『ニャンタイプ』では「今回はシリアスな世界観でまじめに推理」と伝えるなど、各マスコミとも総じて従来の森脇版アニメシリーズとは一線を画した内容について大きく取り上げている。また、内容の変更にともない、従来の森脇版アニメからスタッフが一新されることになった。プロデューサーの中村伸行は「本作はテレビ版とは路線がまったく違うので、監督を岩崎良明さん、脚本を伊神貴世さんというように、新たな布陣で製作されています」と説明している。
時系列的には、ゲーム『探偵オペラ ミルキィホームズ』での事件を解決した直後とされており、イギリスに渡って活躍する小林オペラを追って、教え子のミルキィホームズがロンドンを訪れるところからはじまる。そこでミルキィホームズは、犯罪者に襲われていたイギリスの探偵学校の生徒を助けたことで、事件に巻き込まれることになる。イギリスでの小林のライバルとなるスコットランドヤードの警察官や、イギリスの探偵学校の生徒、さらには新たな怪盗らが登場する。プロデューサーの中村伸行は「小林先生の指揮のもと、知恵とチームワークで捜査」する点と「怪盗を追いかけるチェイスシーン」の2つを挙げている。
本作は主にロンドンを舞台としており、Project MILKY HOLMESの各作品としては初めて偵都ヨコハマ以外が主要な舞台となる。また、小林オペラが主要な登場人物としてテレビアニメに登場するのも初めてであり、彼の声を演じる森嶋秀太にとっては本作が初のテレビアニメ主演作品となる。

## 登場人物
かつて探偵として活躍し、のちにホームズ探偵学院の教官となった「小林オペラ」と、その教え子である探偵チーム「ミルキィホームズ」らが活躍する。探偵学校の生徒であるリリー・アドラー（阿澄佳奈）、「インビジブル・キティ」の異名を持つ怪盗のキティ・エバンズ（櫻井浩美）、スコットランドヤードの警部であるハートリー・クイーン（中原麻衣）、さらに大佐の階級を持つエドガー・モラン（小川真司）などの新キャラクターが登場する。

## スタッフ
- 製作総指揮・原案 - 木谷高明
- 原作 - ブシロード、クロノギアクリエイティヴ
- 監督・絵コンテ・演出 - 岩崎良明
- キャラクター原案 - たにはらなつき（EDEN'S NOTES）、うさはらゆめ
- 統括プロデューサー - 中村伸行
- エグゼクティブプロデューサー - 福場一義、井上俊次、安藝貴範、太田豊紀、青木健彦、森本浩二
- 原作協力 - 奥村越後屋、小玉励
- 脚本 - 伊神貴世
- キャラクターデザイン - 沼田誠也
- ゲストキャラクターデザイン・プロップデザイン・作画監督 - 小関雅
- 色彩設計 - 山崎朋子、日野亜朱佳
- 美術監督・美術設定 - 水谷利春
- 撮影監督 - 五十嵐慎一
- 編集 - 後藤正浩(REAL-T)
- 音響監督 - 明田川仁（マジックカプセル）
- 音楽 - モナカ、井ノ原智（Angel Note）
- アニメーション制作 - J.C.STAFF、アニメーションスタジオ・アートランド
- 製作 - ミルキィホームズ製作委員会（ブシロード、ポニーキャニオン、ランティス、グッドスマイルカンパニー、ドワンゴ、創通、バンダイビジュアル）

## 主題歌
オープニングテーマ「雨上がりのミライ (Alternative Mix)」
作詞 - 畑亜貴 / 作曲 - 神前暁 / 編曲 - fandelmale (Arte Refact) / 歌 - ミルキィホームズ
エンディングテーマ「キミのなかのワタシ」
作詞 - こだまさおり / 作曲・編曲 - 山田高広 / 歌 - ミルキィホームズ & SV TRIBE（美郷あき、遠藤正明、きただにひろし）

## 放送局
第1作は、『「探偵オペラ ミルキィホームズ Alternative ONE」銀河最速上映会』として、2012年8月18日より東京都新宿区の新宿バルト9にて先行上映され、同年8月19日よりニコニコ動画にて有料先行配信され、同年8月25日にTOKYO MXほかにて放送された。
第2作は、『探偵オペラ ミルキィホームズ Alternative TWO 川口最速上映会 〜年忘れ! わくわくミルキィランド〜』と題し、2012年12月9日に埼玉県の川口総合文化センター・リリアホールにて先行上映された後、同年12月31日にTOKYO MX・BS11で同時放送されたスペシャル番組『ブシモ 大晦日アニメまつり』内にて放送された。
| 放送地域                                                               | 放送局                                                                | 放送期間                                                              | 放送日時                                                              | 放送系列                                                              | 備考                                                                                      |
| 探偵オペラ ミルキィホームズ Alternative ONE 〜小林オペラと5枚の絵画〜  | 探偵オペラ ミルキィホームズ Alternative ONE 〜小林オペラと5枚の絵画〜 | 探偵オペラ ミルキィホームズ Alternative ONE 〜小林オペラと5枚の絵画〜 | 探偵オペラ ミルキィホームズ Alternative ONE 〜小林オペラと5枚の絵画〜 | 探偵オペラ ミルキィホームズ Alternative ONE 〜小林オペラと5枚の絵画〜 | 探偵オペラ ミルキィホームズ Alternative ONE 〜小林オペラと5枚の絵画〜                     |
| ---------------------------------------------------------------------- | --------------------------------------------------------------------- | --------------------------------------------------------------------- | --------------------------------------------------------------------- | --------------------------------------------------------------------- | ----------------------------------------------------------------------------------------- |
| 東京都                                                                 | TOKYO MX                                                              | 2012年8月25日                                                         | 土曜 22:00 - 22:30                                                    | 独立局                                                                |                                                                                           |
| 愛知県                                                                 | テレビ愛知                                                            | 2012年8月25日                                                         | 土曜 25:20 - 25:50                                                    | テレビ東京系列                                                        |                                                                                           |
| 神奈川県                                                               | tvk                                                                   | 2012年8月25日                                                         | 土曜 26:30 - 27:00                                                    | 独立局                                                                |                                                                                           |
| 日本全域                                                               | BS日テレ                                                              | 2012年8月26日                                                         | 日曜 26:00 - 26:30                                                    | BS放送                                                                |                                                                                           |
| 近畿広域圏                                                             | 毎日放送                                                              | 2012年8月27日                                                         | 月曜 26:20 - 26:50                                                    | TBS系列                                                               |                                                                                           |
| 日本全域                                                               | ニコニコ生放送                                                        | 2012年10月5日                                                         | 金曜 25:00 - 25:30                                                    | ネット配信                                                            |                                                                                           |
| 兵庫県                                                                 | サンテレビ                                                            | 2014年2月22日                                                         | 土曜 22:00 - 22:30                                                    | 独立局                                                                | 『探偵オペラ ミルキィホームズ セレクション』内 リピート放送あり                           |
| 探偵オペラ ミルキィホームズ Alternative TWO 〜小林オペラと虚空の大鴉〜 |                                                                       |                                                                       |                                                                       |                                                                       |                                                                                           |
| 東京都                                                                 | TOKYO MX                                                              | 2012年12月31日                                                        | 月曜 19:00 - 22:00                                                    | 独立局                                                                | 放送時間は『ブシモ 大晦日アニメまつり』全体のもの。 実際は21:33頃 - 21:58頃に放送された。 |
| 日本全域                                                               | BS11                                                                  | 2012年12月31日                                                        | 月曜 19:00 - 22:00                                                    | BS放送                                                                | 放送時間は『ブシモ 大晦日アニメまつり』全体のもの。 実際は21:33頃 - 21:58頃に放送された。 |
| 日本全域                                                               | ニコニコ生放送                                                        | 2013年1月2日                                                          | 水曜 24:30 - 25:00                                                    | ネット配信                                                            |                                                                                           |
| 兵庫県                                                                 | サンテレビ                                                            | 2014年3月1日                                                          | 土曜 22:00 - 22:30                                                    | 独立局                                                                | 『探偵オペラ ミルキィホームズ セレクション』内 リピート放送あり                           |